# تاکور غار
تاکور غار (انگلیسی: Takur Ghar) کوه بلندی است که در رشته کوه‌های آرما در جنوب شرقی افغانستان و در مرز شرقی دره شاه کوت قرار دارد.
قله تاکور غار محل درگیری شدید بین نیروهای عملیات ویژه ایالات متحده و تروریست‌های القاعده و طالبان در جریان عملیات آناکوندا در مارس ۲۰۰۲ به عنوان بخشی از جنگ بزرگ ایالات متحده در افغانستان بود.
تاکور غار در بازی ویدیویی مدال افتخار در سال ۲۰۱۰ به نمایش درآمد.